# La Coupe d'or (roman d'Henry James)
Pour les articles homonymes, voir La Coupe d'or.
La Coupe d'or (The Golden Bowl) est un roman américain de Henry James paru en 1904.

## Résumé

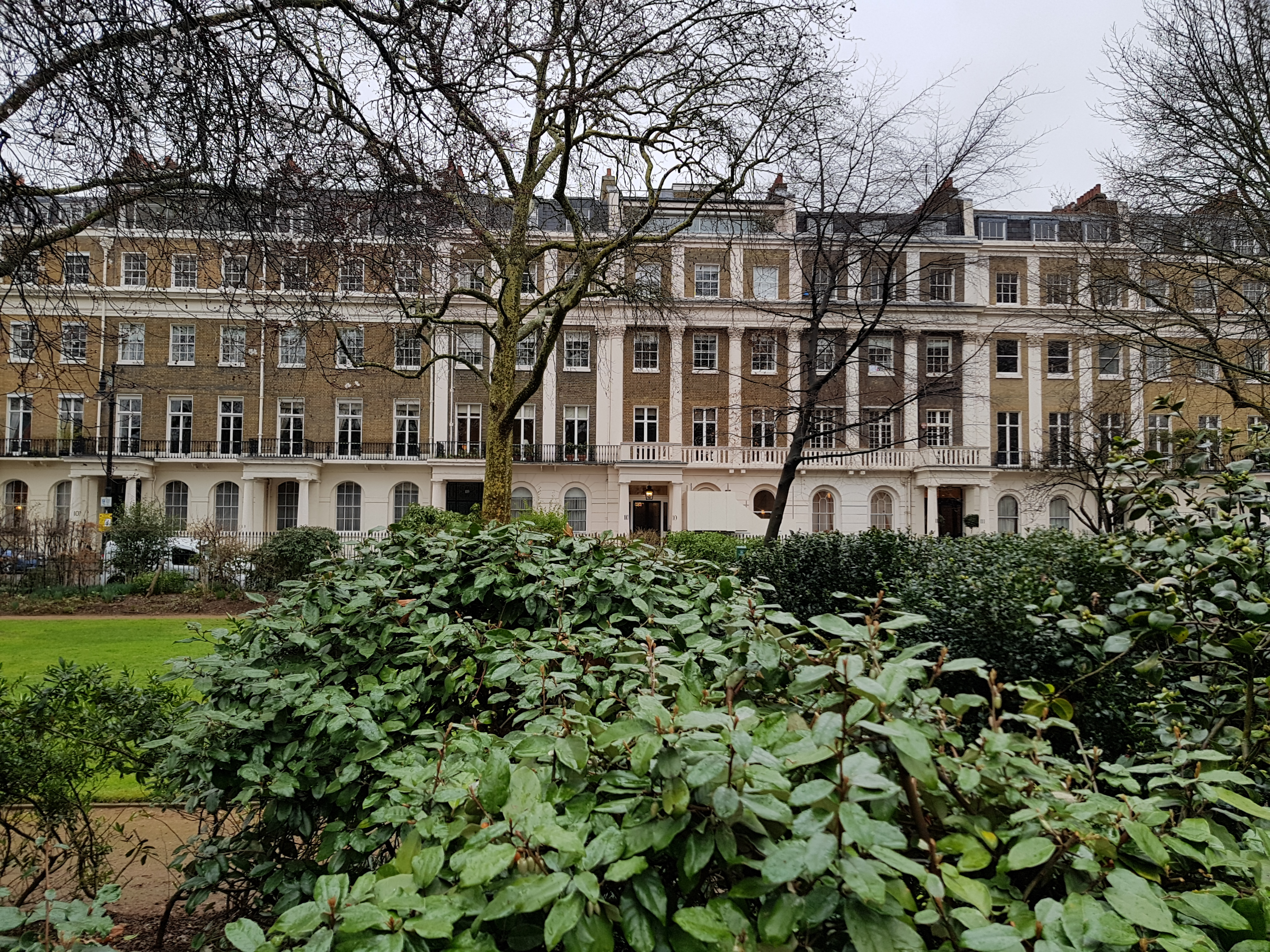
Eaton Square, à Londres : lieu de résidence d'Adam Verver, père de Maggie.

Le Prince Amerigo, un noble italien ruiné mais charismatique, vit à Londres depuis qu'il a épousé Maggie Verver. Maggie est l'unique fille d'Adam, un richissime homme d'affaires américain et collectionneur d'art. 
Juste avant son mariage, Amerigo rencontre Charlotte Stants, son ancienne maîtresse, dans les rues de Londres et ils se mettent en quête d'un cadeau pour Maggie. Ils entrent finalement dans une curieuse boutique, où l'antiquaire leur présente une magnifique coupe d'or antique. Mais, avec honnêteté, le marchand leur signale une fêlure quasi indécelable. Après quelques hésitations, Amerigo décline l'offre. 
Peu après, Maggie persuade son père d'épouser Charlotte, ignorant tout de ses relations passées avec Amerigo. Charlotte accepte. Le père et la fille restent très proches l'un de l'autre et ne s'investissent guère dans leur mariage. Se sentant délaissés, le Prince et Charlotte sortent de plus en plus dans la société londonienne et finissent par commettre l'adultère.
Maggie commence à suspecter Amerigo et Charlotte. Sa suspicion grandit quand après avoir acheté par hasard la coupe d'or à un prix élevé, le marchand revient la voir pour l'informer de la fêlure. Voyant une photographie de Charlotte et Amerigo, il lui raconte comment par extraordinaire, cette coupe faillit être achetée par le couple de la photographie.
Maggie confronte son mari et manœuvre habilement pour sauver son mariage. Elle persuade progressivement son père de retourner en Amérique avec sa femme tout en lui cachant la vérité. Elle ment à Charlotte en lui cachant qu'il n'y a pas d'accusation contre elle. Amerigo est impressionné par sa femme qui se révèle à l'occasion une femme de caractère et fine diplomate alors qu'il la considérait comme une jeune fille immature et naïve.

## Commentaire
Cette étude sur le mariage et l'adultère, l'un des derniers grands romans d'Henry James, explore les relations entre un père et sa fille et leurs époux, épouse respectifs. L'auteur y met en lumière la conscience des principaux personnages avec force détails et perspicacité. [non neutre]

## Éditions
Éditions originales en anglais
- (en) Henry James, The Golden Bowl, New York, Éditions Scribner, 1904 — Édition américaine
- (en) Henry James, The Golden Bowl, Londres, Methuen, 1904 — Édition britannique

Éditions françaises
- (fr) Henry James (auteur) et Marguerite Glotz (traducteur), La Coupe d'or [« The Golden Bowl »], Paris, Éditions Robert Laffont, coll. « Pavillons », 1954, 607 p. (BNF 32278116)
- (fr) Henry James (auteur) et Jean Pavans (traducteur) (trad. de l'anglais), La Coupe d'or [« The Golden Bowl »], Paris, Éditions du Seuil, 2013, 696 p. (ISBN 978-2-02-108131-2, BNF 43669905)

## Adaptation
- 2000 : La Coupe d'or, film réalisé par James Ivory, avec Nick Nolte, Kate Beckinsale et Uma Thurman.